# Van Buren, Ohio
Van Buren là một làng thuộc quận Hancock, tiểu bang Ohio, Hoa Kỳ. Năm 2010, dân số của làng này là 328 người.

## Dân số
- Dân số năm 2000: 313 người.
- Dân số năm 2010: 328 người.